# Typhlodromus lanyuensis
Typhlodromus lanyuensis är en spindeldjursart som beskrevs av Tseng 1975. Typhlodromus lanyuensis ingår i släktet Typhlodromus och familjen Phytoseiidae. Inga underarter finns listade i Catalogue of Life.